# Zalesie (gromada w powiecie włocławskim)
Zalesie – dawna gromada, czyli najmniejsza jednostka podziału terytorialnego Polskiej Rzeczypospolitej Ludowej w latach 1954–1972.
Gromady, z gromadzkimi radami narodowymi (GRN) jako organami władzy najniższego stopnia na wsi, funkcjonowały od reformy reorganizującej administrację wiejską przeprowadzonej jesienią 1954 do momentu ich zniesienia z dniem 1 stycznia 1973, tym samym wypierając organizację gminną w latach 1954–1972.
Gromadę Zalesie z siedzibą GRN w Zalesiu utworzono – jako jedną z 8759 gromad na obszarze Polski – w powiecie włocławskim w woj. bydgoskim, na mocy uchwały nr 24/17 WRN w Bydgoszczy z dnia 5 października 1954. W skład jednostki weszły obszary dotychczasowych gromad Gliznowo, Sławęcin, Kobyla Łąka i Zalesie ze zniesionej gminy Chodecz w tymże powiecie. Dla gromady ustalono 23 członków gromadzkiej rady narodowej.
Gromadę zniesiono 31 grudnia 1961, a jej obszar włączono do gromad Lubień (wsie Gliznowo, Kamienna, Stróże, Kobyla Łąka, Sławęcin, Rutkowice, Kostulin i Zakrzewo oraz miejscowości Kobyla Łąka-Majątek i Kamienna Majątek) i Chodeczek (wsie Zalesie, Prosno i Pieleszki oraz miejscowości kolonia Sławęcin, Kretki i Teresin) w tymże powiecie.